# Pteralopex taki
Pteralopex taki е вид бозайник от семейство Плодоядни прилепи (Pteropodidae). Видът е застрашен от изчезване.

## Разпространение
Разпространен е в Соломонови острови.